# Jarmila Šnejdárková-Bechyňová
Jarmila Šnejdárková-Bechyňová (27. listopadu 1906 Prostějov? – 18. července 1992 Praha) byla moravská herečka.

## Životopis
Byla dcerou významného českého sociálnědemokratického politika Rudolfa Bechyně (1881–1948) a Františky Bechyňové-Hyánkové (1882–1963). Měla bratra Zdeňka (1905–1974), podnikatele, důstojníka, politika a sestru. R. 1929 se provdala za grafika a ilustrátora Vladimíra Šnejdárka (1904–1943), s nímž měla dvě dcery, Jarmilu Turnovskou (1930–2010) scenáristku a dramaturgyni a Miloslavu Stránskou.
Po 1. světové válce, když se otec stal poslancem Revolučního národního shromáždění, rodina přesídlila z Prostějova do Prahy, kde Jarmila vystudovala Městské dívčí reálné gymnázium (maturita 1925). Během studií hrála ochotnicky divadlo. Po hostování v Národním divadle – divadelní role (DR 1), začala hrát v Divadle Vlasty Buriana 1927 (DR 2), potom v Národním divadle moravskoslezském v Ostravě 1927–1928 (DR 3–9).
Následovalo angažmá v Národním divadle 1928–1940 (DR 10–46), přerušené plicním onemocněním, kdy odešla do invalidního důchodu. V září 1942 byla spolu s manželem a dalšími třinácti členy rodiny zatčena v rámci tzv. E-akce namířené proti příbuzným českých emigrantů (otec a bratr). Byla až do května 1945 vězněna v internačním táboře ve Svatobořicích. Zde se 1944–1945, stala jednou z hlavních iniciátorek divadelních aktivit. Na improvizovaném jevišti nastudovala s ženskými spoluvězeňkyněmi jako režisérka DR 47– 48.
Po válce v letech 1945–1949 pokračovalo angažmá v Národním divadle (DR 49–58), ukončené politickým rozhodnutím r. 1951 (bratr obviněn za vlastizradu a špionáž). Zbytek kariéry nuceně strávila ve Vesnickém divadle – 1952–1961 (DR 59–68). R. 1962 odešla do důchodu, r. 1969 byla rehabilitována. V Praze XI, bydlela na adrese Grégrova 15.

## Dílo

### Divadelní role[2]
1. Genevieva (R. Gignoux – M. Maurey – A. Savoir – J. Théry: Nezralé ovoce) jako host – 1927
2. Eny (Emil Artur Longen: Osud trůnu habsburského) – 1927
3. Liana (A. Picard, F. Carco: Klarina)
4. Jaroslava Tichá (R. Jesenská: Je velká láska na světě)
5. Freddie (U. Falena: Poslední lord)
6. Julinka (O. Blumenthal – G. Kadelburg: Hostinec U Bílého koníčka) – 1927
7. Helenka Krulišová (J. Patrný: Muži nestárnou)
8. Paša (A. I. Kuprin, dram. M. Miranová: Jáma [nevěstinec])
9. Lota, Manchester-Girl (R. Bernauer – R. Österreicher: Rajská zahrada) – 1928
10. Líza (G. B. Shaw: Pygmalion) jako host – 1928
11. Adelaida Ivanovna (F. M. Dostojevskij, dramatz. B. Puťata: Idiot)
12. Lucinka (Sarment: Miláček Leopold)
13. Štěpánka (Marcel Achard: Marcelina)
14. Gvendolina Fairfaxová (Oscar Wilde: Na čem záleží) – 1929
15. Ethel Landrethová (G. Kelly: Craigova žena)
16. Božena (F. X. Svoboda: Směry života) – 1930
17. Prolog (J. Zeyer: Radúz a Mahulena)
18. Ines (P. Calderón: Schovávaná na schodech)
19. Dívka (Viktor Dyk: Zapomnětlivý) – 1931
20. Hadačka (Georges Neveux: Julie aneb snář) – 1932
21. Dolly (T. Lenotreová – Alain Saint-Ogan: Cvok a Brok cestují světem)
22. Mařenka (Alan Alexander Milne: Žábák ze Žabího hrádku)
23. Tabaki (Rudyard Kipling, dram. V. M. Volkenstejn: Mauglí)
24. Arabela Moulton-Barrettová (R. Bessier: Alžběta Browningová) – 1933
25. Terezka (V. Werner: Medvědí tanec)
26. Marion (Olga Scheinpflugová: Houpačka)
27. Král Ladislav (R. Medek: Jiří Poděbradský)
28. Ethel Barlettová (William Somerset Maugham: Nedoceněné zásluhy)
29. Kolportér (Aristofanes, ú. Jiří Frejka – Václav Lacina: Ptáci)
30. Gisela (T. Musatescu: Valčík tonoucího Titaniku) – 1934
31. Jeanine (A. P. Antoine – M. Lery: Koníčky na kolotoči)
32. Kateřina (B. Dean – M. Kennedyová: Věrná milenka)
33. Julie (W. Shakespeare: Veta za vetu)
34. Slavník (Stanislav Lom: Svatý Václav) – 1935
35. Mája (O. J. Kornijčuk: Chirurg Platon Krečet) – 1936
36. Růžena Pavlátová (Fráňa Šrámek: Měsíc nad řekou)
37. Dcera (Karel Čapek: Bílá nemoc)
38. Ljudmila (Maxim Gorkij: Vassa Železnovová)
39. Phoebe (W. Shakespeare: Jak se vám líbí)
40. Blandina (Jean Cocteau: Očarovaný život) – 1937
41. Neť (V. Dyk: Zmoudření Dona Quijota)
42. Blažena (Gustave Flaubert, dram. G. Baty: Paní Bovaryová)
43. Druhá Eumenidka (Jean Giraudoux: Nová Elektra)
44. Krystýna (Ladislav Stroupežnický: Naši furianti)
45. Lenka (Alois Jirásek: M. D. Rettigová)
46. Václav II. (V. Hilbert: Falkenštejn) – 1938
47. (Axel Breidahl: Vzbouření v ústavu šlechtičen) – 1944
48. (Ph. Stuart – A. Stuartová: Šestnáctiletá) – 1945
49. Duňaška (Nikolaj Vasiljevič Gogol: Ženitba) – 1945
50. Melanie (Robert Ardrey: Skála blesků)
51. Prosperina Garnettová (G. B. Shaw: Candida)
52. Larvička (Karel a Josef Čapkové: Ze života hmyzu) – 1946
53. Panopa (Jean Racine: Faidra) – 1947
54. Horačka (Alois a Vilém Mrštíkové: Maryša)
55. Jenovefa (V. K. Klicpera: Hadrián z Římsů) – 1948
56. Sestra Marta (Edmond Rostand: Cyrano z Bergeracu)
57. Mařenka (Dalibor C. Faltis: Chodská nevěsta)
58. Teta (A. S. Puškin, dram. J. Pokorný: Jevgenij Oněgin) – 1949
59. Mariana (Molière: Lakomec) – 1952
60. Kruglová (A. N. Ostrovskij: Nemá kocour pořád posvícení)
61. Ljuba (F. Gennadij: Návrat domů) – 1953
62. Strouhalka (A. Mrštík – V. Mrštík: Maryša) – 1954
63. Kratochvílová (J. Neuberg – František Smažík – F. Vlček: U nás v Darmochlebech) – 1955
64. Matrena Afanasjevna (Cezar Samoljovič Solodar: V šeříkovém sadu) – 1956
65. Konstancie Lvovna (Leonid Leonov: Obyčejný člověk) – 1956
66. Mařata (V. K. Klicpera: Ženský boj) – 1957
67. Paní van Hautenová (K. Stanislav: Omyl profesora Somola) – 1958
68. Chůva (Alexej Nikolajevič Arbuzov: Irkutská historie) – 1960.

### Filmové role[3]
- Jindra, hraběnka Ostrovínová: komorná Růženka – 1933
- Na růžích ustláno: sekretářka firmy Lila – 1934
- Trhani: Markova žena – 1936
- Panenství: Tereza prodávající v automatu – 1937
- Věra Lukášová: Hanička – 1939
- Až se vrátíš...: Julie Drábková – 1947
- O ševci Matoušovi: Vančurová – 1948
- Revoluční rok 1848: dělnice v Portheimce – 1949
- Divotvorný klobouk: šenkýřka – 1952
- Nástup: Postatová – 1952
- Cirkus bude!: Jendova matka – 1954
- Jan Žižka: Matka studenta Ješka – 1955
- Zlatá reneta: teta Moulisová – 1965
- Zločin v dívčí škole: profesorka tělocviku – 1965
- Ztracená tvář: hysterka – 1965

### Televizní film[3]
- Hadrián z Římsů – 1954
- Bílé dveře – 1967